# Simmie Knox
Simmie Lee Knox (Aliceville, 18 de agosto de 1935), é um artista plástico estadunidense, reconhecido como o primeiro artista afro-americano a se tornar o pintor oficial da Casa Branca para realizar os retratos oficiais do presidente Bill Clinton e da primeira-dama Hillary Clinton, além de retratos de juízes da Suprema Corte e celebridades como Oprah Winfrey.[carece de fontes?]

## Biografia
Knox nasceu numa família de meeiros negros do Alabama.
Graduou-se em belas-artes pela Universidade de Temple, e passou a trabalhar com arte abstrata, havendo lecionado em várias instituições.
Em 1981 especializou-se em retratos a óleo, logo se tornando o pintor de várias celebridades e astros dos esportes, juízes da Suprema Corte, etc., até que em 2004 produziu os retratos oficiais de Bill e Hillary Clinton, sendo o priemrio artista negro a desempenhar tal função.
Realizou dois retratos do ativista pelos direitos humanos e ex-escravo Frederick Douglass, um para o Smithsonian Institution, e encontra-se cedido ao Center for African American History and Culture, em Anacostia, e o outro residência oficial  do governador de Maryland, em Annapolis.".

## Imagens

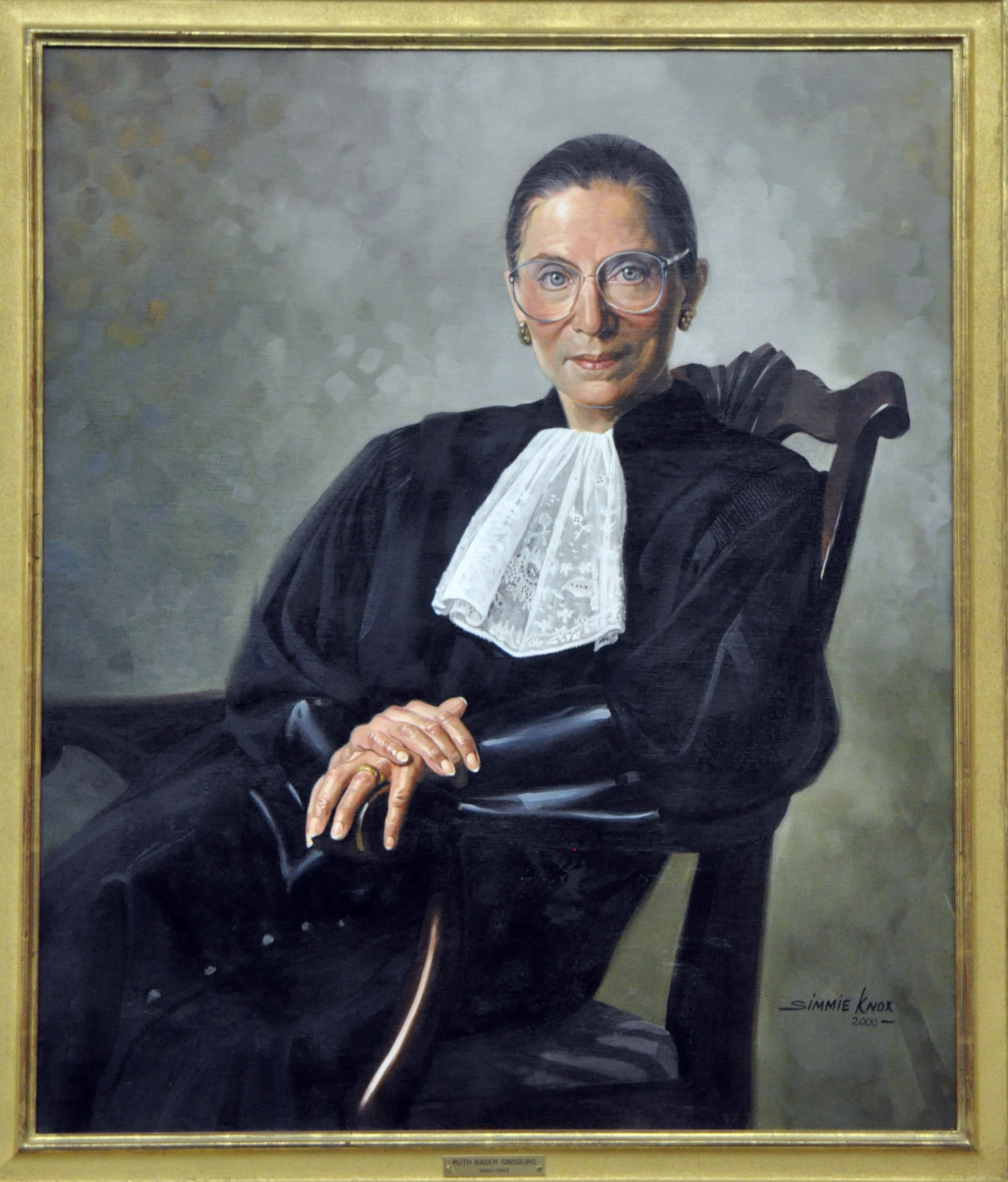
Juíza da Suprema Corte, Ruth Bader Ginsburg (2000)
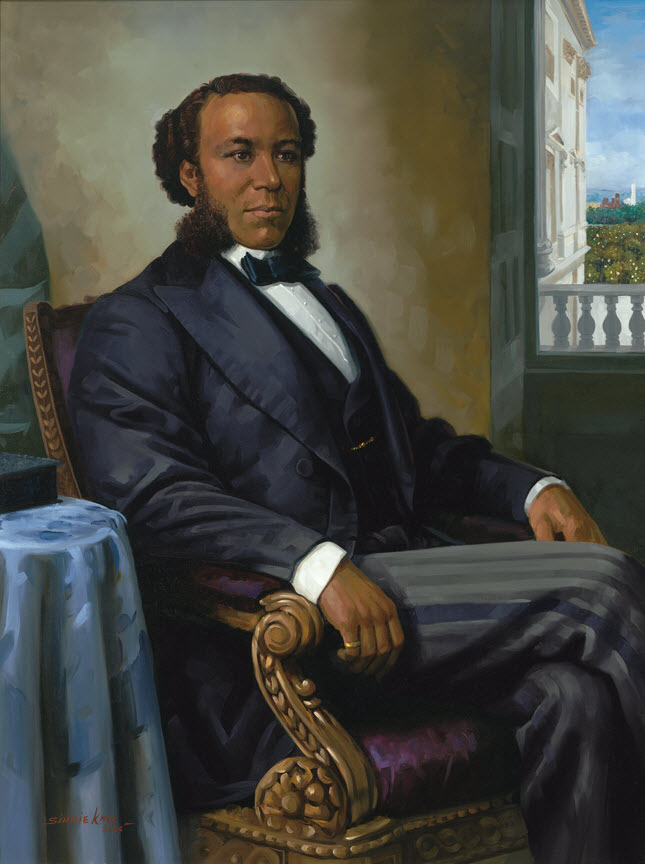
Retrato de Joseph H. Rainey (2004)
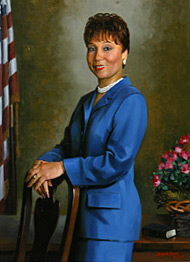
Ministra do Trabalho, Alexis Herman